# Олред, Корбин
Корбин Майкл Олред (англ. Corbin Michael Allred; род. 25 мая 1979 года, Солт-Лейк-Сити, Юта, США) — американский киноактёр.

## Биография
Олред родился в городе Солт-Лейк-Сити, штате Юта. Родился в семье Майкла и Дайаны Олред, он считается вторым старшим ребёнком в семье из четырёх.
В  возрасте 12 лет дебютировал в кино в 1993 году в фантастическо-приключенческом  фильме о приключениях «Обет рыцарей Дельты», в том же году сыграл эпизодическую роль в фильме «Робин Гуд: Мужчины в трико». Также сыграл небольшие роли в известных сериалах — «Прикосновение ангела», «Сабрина — маленькая ведьма»,в том же году он номинировался на премию «Молодой актёр», но получить награду так и не получилось.
Так же он получил небольшую известность по фильмам и сериалам «Где угодно, только не здесь», «Они были солдатами», «C.S.I.: Место преступления Майами»,
«Они были солдатами:Воздушный десант», «Саратовский подход» и во многих других.

## Личная жизнь
С 22 января 2005 года, он женат  на Маккензи Олред, после свадьбы пара переехала  жить в Лос-Анджелес.

## Фильмография
| Год  |   | Русское название                       | Оригинальное название                       | Роль                              |
| ---- | - | -------------------------------------- | ------------------------------------------- | --------------------------------- |
| 1993 | ф | Обет рыцарей Дельты                    | Quest Of The Delta Knights                  | Тревор                            |
| 1993 | ф | Робин Гуд: Мужчины в трико             | Robin Hood: Men in Tights                   | молодой парень                    |
| 1995 | ф | Джош Кирби ... Воин во Времени!        | Josh Kirby... Time Warrior!                 | Джош Кирби                        |
| 1997 | ф | Адрес неизвестен                       | Address Unknown                             | Лэнс Пирт                         |
| 1998 | ф | Прикосновение ангела                   | Touched by an Angel                         | Грег                              |
| 1998 | ф | Сабрина — маленькая ведьма             | Sabrina, the Teenage Witch                  | эпизод(17 серия)                  |
| 1999 | ф | Алмазы                                 | Diamonds (1999 film)                        | Майкл Агенски                     |
| 1999 | ф | Где угодно, только не здесь            | Anywhere but Here                           | Питер                             |
| 2003 | ф | Они были солдатами                     | Saints and Soldiers                         | капрал Натан "Дьякон" Грир        |
| 2002 | ф | Дарма и Грег                           | Dharma & Greg                               | Рик Сандерсон (5 сезон, 18 серия) |
| 2004 | ф | C.S.I.: Место преступления Майами      | CSI: Miami                                  | Пол Эбботт (3 сезон, 7 серия)     |
| 2006 | ф | Работа и слава III: дом, разделившийся | The Work and the Glory III: A House Divided | Джон Гриффит                      |
| 2006 | ф | Попробуй                               | Take a Chance                               | Эллиот Будлес                     |
| 2009 | ф | Дикий жеребец                          | The Wild Stallion                           | Морг                              |
| 2012 | ф | Они были солдатами:Воздушный десант    | Saints and Soldiers: Airborne Creed         | капрал Джеймс Росси               |
| 2013 | ф | Саратовский подход                     | The Saratov Approach                        | старейшина Таттл                  |
| 2014 | ф | 47 минут                               | 47 Minutes                                  | Маковски                          |

## Награды и номинации

### Номинации
- 1998 — Премия «Молодой актёр» — Лучшему молодому актёру
- 2014 — Премия «Filmed in Utah Awards» — Лучший актерский ансамбль, за роль в фильме «Саратовский подход»
- 2014 — Премия «Filmed in Utah Awards» — Лучший актер, за роль в фильме «Саратовский подход»